# Deon Carstens
Pour les articles homonymes, voir Carstens.
Pas d'image ? Cliquez ici

a Compétitions nationales et continentales officielles uniquement.

b Matchs officiels uniquement.
Dernière mise à jour le 4 avril 2023.
Pieter Deon Carstens, né le 3 juin 1979 à Goodwood (Afrique du Sud), est un joueur de rugby à XV qui a joué avec l'équipe d'Afrique du Sud. Il évolue au poste de pilier.

## Carrière

### En équipe nationale
Il a disputé son premier test match le 16 novembre 2002 contre l'équipe d'Écosse. Son dernier test match fut contre les Lions britanniques, le 4 juillet 2009.

## Palmarès
- 9 test matchs avec l'équipe d'Afrique du Sud entre 2002 et 2009